# Porúbka (okres Sobrance)
Porúbka je obec na Slovensku. Nachází se v Košickém kraji, v okrese Sobrance. Žije v ní 400 obyvatel. Obec má rozlohu 10,76 km² a vesnice leží v nadmořské výšce 172 m.

## Historie
První písemná zmínka o vesnici pochází z roku 1411.
V letech 1969 a 1970 byly na okraji Porúbského lesa nalezeny artefakty (keramika, měděný sekeromlat) tiszapolgárské kultury.